# Shannon, Illinois
Shannon är en ort i Carroll County i delstaten Illinois, USA.